# Weserberglandrallye

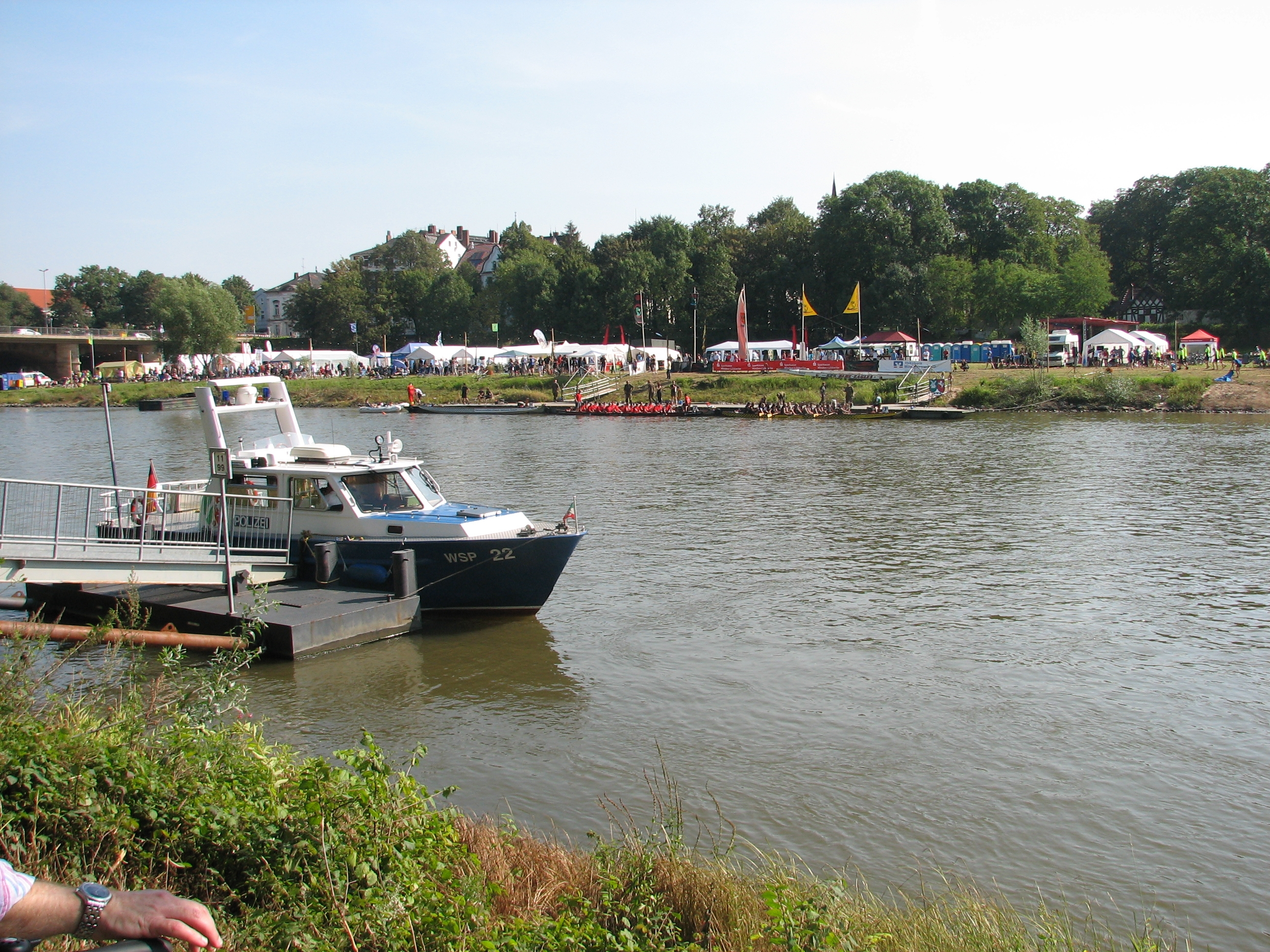
Zieleinlauf bei der Weserberglandrallye 2011

Die Weserberglandrallye ist eine Langstreckenfahrt der Wassersportverbände für Kanuten und Ruderer auf der Weser. Gestartet wird von Hameln, Rinteln und Vlotho im Zeitraum Ende August Anfang September. Ziel ist die Kanzlers Weide auf dem rechten Weserufer der ostwestfälischen Stadt Minden. Die Strecke ist bis zu 65 km lang. Jährlich nehmen an der Veranstaltung um die 1000 Teilnehmer teil, sie ist eines der größten deutschen Wanderfahrertreffen. 2011 fand die 29. Rallye statt.
Die Weserberglandrallye ist eine Verbandsfahrt des Kanuvereins Nordrhein-Westfalen e.V. und des Landeskanuvereins Niedersachsen e.V. in Verbindung mit dem Ring der Wassersportvereine um die Porta Westfalica e.V.
Eine ähnliche Veranstaltung ist der Weser-Marathon, der früher im Jahr stattfindet und in Hann. Münden startet.

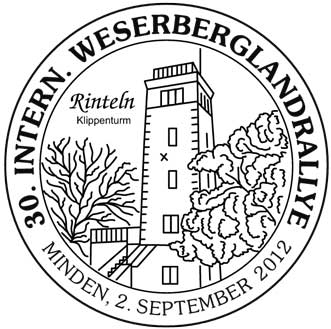
Logo der 30. Weserberglandrallye

Am 2. September 2017 fand die 35. Weserberglandrallye statt.